# Deltonotus subcucullatus
Deltonotus subcucullatus är en insektsart som först beskrevs av Walker, F. 1871.  Deltonotus subcucullatus ingår i släktet Deltonotus och familjen torngräshoppor. Inga underarter finns listade i Catalogue of Life.